# Kontostephanos
Die Familie Kontostephanos gehörte im 11. und 12. Jahrhundert zu den einflussreichen byzantinischen Familien.
Mitglieder der Familie:
- Isaak Kontostephanos war unter Kaiser Alexis Thalassokrator.
- Johannes Kontostephanos, ein Neffe des Kaisers Manuel I. besiegte 1161 den seldschukischen Herrscher Kılıç Arslan II. Ende der 1180er Jahre führte er zusammen mit Alexios Komnenos auf Befehl des Kaisers Isaak II. Angelus (1185–1195) eine Flotte gegen Isaak, den Kaiser von Zypern, wurde jedoch von dessen sizilianischen Verbündeten Margaritos von Brindisi gefangen genommen.
- Andronikos Kontostephanos